# 吳英 (1981年)
吳英（1981年5月20日—）曾為中國大陸第六富有的女子，2009年遭判處死刑。

## 生平
吴英是浙江东阳人、浙江本色控股有限公司法人代表，她曾經以浙江亿万富姐的头衔闻名遐迩，但在2007年被中國当局拘捕。2009年，浙江省金华市中级法院认定她在2005年到2007年间向社会公众非法集资七亿多元人民币，构成严重的集资诈骗罪，因此判处她死刑。
尽管吴英在押期间曾检举多名政府官员受贿以求立功减刑，浙江高院仍然在2012年1月18日二审裁定一审判决定罪准确，量刑适当，审判程序合法，因此维持对她的死刑判决。消息公布后，引發中国法律界人士和民众的强烈反響。「经济犯罪罪不至死」、「刀下留人」等呼声高涨。
2012年4月20日，最高人民法院依法裁定不核准吴英死刑，将案件发回浙江省高级人民法院重新审判。
2012年5月21日，经浙江省高级人民法院重审后，吴英集资诈骗案作出终审判决，以集资诈骗罪判处被告人吴英死刑，缓期二年执行，剥夺政治权利终身，并处没收其个人全部财产。
2014年7月11日，浙江"亿万富姐"吴英减刑案在浙江省女子监狱开庭审理，法院裁定，吴英从死缓减刑至无期徒刑。
2014年7月29日至30日上午，吴英的父亲吴永正及吴英代理人蔺文财失联，再度引发关注。30日下午，东阳市委、市政府新闻办公室发布消息称，蔺文财涉嫌诬告陷害罪被刑拘，吴永正涉嫌诬告陷害罪和掩饰、隐瞒犯罪所得收益罪被刑拘。不少消息指出，吴永正和蔺文财被刑拘或与吴英举报东阳市副市长（时任东阳市财政局副局长）陈军涉嫌受贿一事有关。
2018年3月23日，吴英的刑罚由无期减为有期徒刑二十五年。